# Lady meets girl (Miss Mondayの曲)
「Lady meets girl」（レディ・ミーツ・ガール）はMiss Mondayのシングル。2002年2月20日発売。1stアルバム「Free ya」収録。

## 概要
1stアルバムに先駆けて先行カット的に発売されたシングル。カップリングにはラッパーという職業を選択した決意を歌う「Microphone Worker」収録。

## 収録曲
1. Lady meets girl
2. Microphone Worker
3. Lady meets girl（REMIX）
4. Microphone Worker（REMIX）

## 収録アルバム
- オリジナル『Free ya』（2002年3月6日）